# MOS 6532

6532 RIOT의 핀 구성

MOS 6532는 모스 테크놀로지에서 만든 집적 회로(IC)로 메모리와 입출력, 타이머를 내장하고 있어 RIOT(RAM-I/O-Timer)이라고도 부르며 세컨드 소스로 록웰(Rockwell)에서도 제조했다.
6532는 128바이트의 스태틱 램(SRAM)과 2개의 양방향 8비트 디지털 입출력 포트, 프로그래머블 타이머를 통합하였다. 1970년말에서 1980년초까지 아타리 2600을 비롯하여 가틀립(Gottlieb)의 혼티드 하우스(Haunted House)나 블랙 홀(Black Hole)과 같은 핀볼 게임기 등에 널리 사용되었다.
6532는 1MHz와 2MHz 버전이 있으며 JEDEC 표준의 40핀 DIP 패키지로 되어 있다.